# Robert Michael White
Robert Michael "Bob" White (Nova Iorque, 6 de julho de 1924 – 17 de março de 2010) foi um engenheiro eletricista, piloto de teste, piloto de combate e astronauta estadunidense. Foi um dos doze pilotos do North American X-15, um avião espacial experimental operado juntamente pela Força Aérea dos Estados Unidos e NASA. Como engenheiro supervisionou o projeto e desenvolvimento de diversos aviões militares modernos.
Em 17 de julho de 1962 levou o X-15 a uma altitude acima de 50 milhas, sendo assim qualificado como astronauta de acordo com a linha de Kármán.

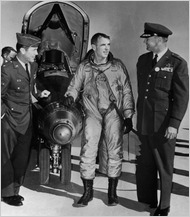
Congratulações pós um voo teste